# Championnat de Yougoslavie de football 1962-1963
Navigation
Saison précédente Saison suivante
La saison 1962-1963 du Championnat de Yougoslavie de football est la trente-quatrième édition du championnat de première division en Yougoslavie. Les quatorze meilleurs clubs du pays prennent part à la compétition et sont regroupées en une poule unique où chaque formation affronte deux fois ses adversaires, à domicile et à l'extérieur. En fin de saison, les deux derniers du classement sont relégués et remplacés par les deux meilleures équipes de deuxième division.
C'est le club du FK Partizan Belgrade, double tenant du titre, qui remporte à nouveau la compétition, en terminant en tête du classement final, avec cinq points d'avance sur le Dinamo Zagreb et onze sur le FK Zeljeznicar Sarajevo, club promu de deuxième division. C'est le 5e titre de champion de Yougoslavie de l'histoire du club, qui réalise un triplé inédit en championnat

## Les clubs participants
| - Partizan Belgrade - Dinamo Zagreb - FK Étoile rouge de Belgrade - Hajduk Split - FK Vojvodina Novi Sad - NK Rijeka - FK Radnicki Nis - Promu de D2 | - Velez Mostar - FK Novi Sad - OFK Belgrade - FK Sloboda Tuzla - Promu de D2 - FK Sarajevo - FK Zeljeznicar Sarajevo - Promu de D2 - Buducnost Titograd - Promu de D2 |

## Compétition

### Classement
Le classement est effectué en utilisant le barème classique (victoire à 2 points, match nul un point, défaite zéro point).
| Rang | Équipe                      | Pts | J  | G  | N  | P  | Bp | Bc | Diff |
| ---- | --------------------------- | --- | -- | -- | -- | -- | -- | -- | ---- |
| 1    | FK Partizan Belgrade (T)    | 40  | 26 | 16 | 8  | 2  | 58 | 22 | +36  |
| 2    | NK Dinamo Zagreb (C)        | 35  | 26 | 14 | 7  | 5  | 52 | 35 | +17  |
| 3    | FK Željezničar Sarajevo (P) | 29  | 26 | 11 | 7  | 8  | 49 | 31 | +18  |
| 4    | Velez Mostar                | 28  | 26 | 10 | 8  | 8  | 33 | 31 | +2   |
| 5    | OFK Belgrade                | 28  | 26 | 10 | 8  | 8  | 42 | 40 | +2   |
| 6    | FK Radnicki Nis (P)         | 26  | 22 | 10 | 6  | 10 | 43 | 33 | +10  |
| 7    | FK Étoile rouge de Belgrade | 25  | 26 | 7  | 11 | 8  | 21 | 26 | -5   |
| 8    | FK Novi Sad                 | 24  | 26 | 7  | 10 | 9  | 29 | 37 | -8   |
| 9    | FK Sarajevo                 | 23  | 26 | 9  | 5  | 12 | 28 | 40 | -12  |
| 10   | NK Rijeka                   | 23  | 26 | 10 | 3  | 13 | 28 | 41 | -13  |
| 11   | Hajduk Split                | 23  | 26 | 9  | 5  | 12 | 26 | 43 | -17  |
| 12   | FK Vojvodina Novi Sad       | 22  | 26 | 9  | 4  | 13 | 43 | 40 | +3   |
| 13   | FK Sloboda Tuzla (P)        | 20  | 26 | 8  | 4  | 14 | 29 | 43 | -14  |
| 14   | Buducnost Titograd (P)      | 18  | 26 | 5  | 8  | 13 | 19 | 38 | -19  |

|  | Qualification pour la Coupe d'Europe des clubs champions 1963-1964                                |
|  | Qualification pour la Coupe des Coupes 1963-1964                                                  |
|  | Qualification pour la Coupe des villes de foires 1963-1964                                        |
|  | Qualification pour la Coupe Mitropa 1963                                                          |
|  | Relégation directe en deuxième division                                                           |
|  | (T) : Tenant du titre (C) : Vainqueur de la Coupe de Yougoslavie (P) : Promu de deuxième division |

## Bilan de la saison
| Championnat de Yougoslavie de football 1962-1963                        |                                 |
| Champion                                                                | FK Partizan Belgrade (4e titre) |
| Coupes et trophées                                                      |                                 |
| Vainqueur de la Coupe de Yougoslavie 1962-1963                          | Dinamo Zagreb                   |
| Qualifications continentales                                            |                                 |
| Coupe d'Europe des clubs champions 1963-1964                            | FK Partizan Belgrade            |
| Coupe des Coupes 1963-1964                                              | Dinamo Zagreb                   |
| Coupe des villes de foires 1963-1964                                    | OFK Belgrade                    |
| Coupe des villes de foires 1963-1964                                    | NK Trešnjevka                   |
| Coupe Mitropa 1963                                                      | FK Zeljeznicar Sarajevo         |
| Promotions et relégations                                               |                                 |
| Promus en Prva Liga                                                     | FK Vardar Skopje                |
| Promus en Prva Liga                                                     | NK Trešnjevka                   |
| Relégués en Championnat de Yougoslavie de football de deuxième division | FK Sloboda Tuzla                |
| Relégués en Championnat de Yougoslavie de football de deuxième division | Buducnost Titograd              |